# The Manchurian Candidate
The Manchurian Candidate är en amerikansk politisk thrillerfilm från 2004 i regi av Jonathan Demme.

## Handling
Under Kuwaitkriget kidnappas en grupp amerikanska soldater och hjärntvättas i hemlighet av en korporation, Manchurian Global. De hjärntvättas till att tro att en av soldaterna, Raymond Shaw (Liev Schreiber), räddade dem alla och han blir därför krigshjälte vid hemkomsten. Detta är dock en del i Manchurian Globals konspiration för att ta makten i USA med en av dem kontrollerad president. Shaws gamla befäl Ben Marco (Denzel Washington) försöker under tiden ta reda på vad som verkligen hände dem under kriget.

## Rollista (i urval)
- Denzel Washington - kapten/major Bennett E. "Ben" Marco
- Meryl Streep - senator Eleanor Prentiss Shaw
- Liev Schreiber - sergeant/kongressledamot Raymond Prentiss Shaw
- Jon Voight - senator Thomas "Tom" Jordan
- Kimberly Elise - Eugenie "Rosie" Rose
- Jeffrey Wright - korpral Al Melvin
- Ted Levine - överste Howard
- Bruno Ganz - Delp
- Miguel Ferrer - överste Garret
- Dean Stockwell - Mark Whiting
- Jude Ciccolella - David Donovan
- Simon McBurney - dr. Atticus Noyle
- Vera Farmiga - Jocelyn Jordan
- Obba Babatundé - senator James S. Wells
- Željko Ivanek - Vaughn Utly
- Paul Lazar - Gillespie
- John Bedford Lloyd - Jay "J.B." Johnston
- Anthony Mackie - menige Robert Baker III
- Tom Stechschulte - guvernör Robert "Bob" Arthur
- Be Be Winans - FBI-agent Williams
- Robyn Hitchcock - Laurence Tokar
- Charles Napier - general Sloan
- David Keeley - agent Evan Anderson
- Alyson Renaldo - Mirella Freeman
- Pablo Schreiber - menige Edward "Eddie" Ingram
- Ann Dowd - kongressledamot Beckett

## Om filmen
Filmen är en nyinspelning av Hjärntvättad från 1962, båda baserade på romanen Den manchuriska patiensen från 1959 av Richard Condon. I romanen och originalfilmen är kraften bakom konspirationen kommunister.
Filmen hade urpremiär 30 juli 2004 och svensk premiär 5 november 2004. Åldersgräns på bio i Sverige var 15 år. Amerikanska MPAA gav den klassificeringen R (alla besökare under 17 år måste medföljas av vårdnadshavare).
Rotten Tomatoes har samlat in 200 amerikanska recensioner av filmen varav 162 positiva (81%). Amerikanska Metacritic ger filmen 76 poäng av 100, baserat på 41 recensioner (sammanfattat som "i allmänhet positiva recensioner"). Svenska kritiker.se ger filmen ett medelbetyg på 3,4 av 5, baserat på 8 recensioner. Filmen spelade in 96 105 964 dollar (65 955 630 dollar i USA, 30 150 334 dollar utomlands) mot en budget på 80 miljoner dollar.